# The Persistence of Memory
The Persistence of Memory (englisch die Beständigkeit der Erinnerung) ist das vierte Studioalbum des internationalen Bandprojekts Emigrate um den Rammstein-Leadgitarristen Richard Kruspe. Es erschien am 12. November 2021 über die Labels Sony Music und Emigrate Production GmbH. Produziert wurde es von Kruspe, der auch als Songwriter fungierte, und Sky van Hoff.

## Entstehungsgeschichte
Kruspe verriet in einem Interview mit Web.de, dass er nach der letzten Rammstein-Tour im Jahr 2019 in eine Depression geriet und nur die Gedanken an die Anfänge seiner musikalischen Karriere und der Grund für die Gründung seines Projekt Emigrates konnten ihn aus dem Stimmungstief, in dem er sogar überlegte, mit der Musik aufzuhören, rausholen. Im selben Interview gab er außerdem zu, dass er glaube, „dass die Zeit der großen Plattenfirmen vorbei“ sei. Aufgrund von „Uninspiriertheit“ seitens des Labels entschied er sich dazu, dass das Album bei einer weniger großen Plattenfirma erscheinen sollte. In einem weiteren Interview gab er bekannt, dass The Persistence of Memory eine Ansammlung von Liedern aus 20 Jahren Schaffensphase sind, die bisher den Weg auf ein Album noch nicht finden konnte. Er überlegte einst, seine drei vorherigen Alben als Vinyl-Box zu re-releasen und diese Songs auf einer Bonus-LP erscheinen zu lassen, entschied sich final dann aber dazu, die bisher unveröffentlichten Lieder in einem vierten Studioalbum zu veröffentlichen. Zu diesem Zwecke arrangierte er die Lieder um, passte die Texte an, nahm Teile frisch auf und ließ den Mix renovieren.
Der Name des Albums rührt vom gleichnamigen Gemälde des Künstlers Salvador Dalí Die Beständigkeit der Erinnerung. Der Release wurde ursprünglich für den 5. November 2021 angekündigt, verschob sich später allerdings um eine Woche auf den 12. November 2021.
In einem Interview mit Sebastian Berning von t-online gab er Preis, dass für das Bandprojekt Emigrate ursprünglich nur drei Alben vorgesehen waren und gab als Ausblick bekannt, dass „das ein Abschluss mit dem Thema Rockmusik und Emigrate“ sein könnte. Er führte aus, dass er der Meinung wäre, dass „Rockmusik heutzutage irgendwie vorbei ist“. Er bemängelte, dass die musikalische Rebellion nun in Rapmusik läge und er ein elektronisches Album als eine Herausforderung sehen würde.

## Allgemeines
Im Gegensatz zu den Vorgängern erhält Kruspe lediglich im Song Always on My Mind gesangliche Unterstützung. Hier tritt als Gastinterpret sein Rammstein-Bandkollege Till Lindemann als Sänger in Erscheinung. Bei dem Lied handelt es sich um ein Cover, das zuvor bereits von Elvis Presley oder den Pet Shop Boys interpretiert wurde. Er wollte erst den Originalgesang von Presley verwenden, entschied sich dann allerdings dagegen. Kruspe hat lange überlegt, wer für das Lied als Sänger in Frage kommen könnte. Unter anderen dachte er an eine Kooperation mit Michael Poulsen von Volbeat, erst relativ spät kam ihn Lindemann in den Kopf, der „die offensichtlichste Wahl“ und nach Kruspes Anfrage „sofort dabei“ war.
Am 27. August 2021 wurde Freeze My Mind als erste Singleauskopplung veröffentlicht. Kruspe verriet, dass es sich dabei um den ersten Song handelt, den er jemals für sein zweites Bandprojekt Emigrate schrieb. Knapp einen Monat später, erschien die Single You Can't Run Away. Für beide Videos erschienen Musikvideos: Das Musikvideo zu Freeze My Mind erschien zeitgleich mit der Singleauskopplung. In dem Video sind Kruspe und seine Band in einem Spiegelkabinett zu sehen; der weiße Mantel, den er trägt, stammt aus den Requisiten der Band Rammstein. Das Musikvideo zu You Can't Run Away feierte seine Premiere auf YouTube am 24. September 2021. Am 19. November 2021 wurde das Musikvideo zum Lied I'm Still Alive auf YouTube veröffentlicht. Am 21. Dezember 2021 erschien das Musikvideo zu Always on My Mind auf YouTube. Es zeigt Kruspe und Lindemann in der Galaxie als Art Götter in einer Schachpartie mit monströsen Spielfiguren gegeneinander spielend. Am Ende verwandelt sich eine weibliche, menschliche Figur auf dem Schachbrett zu einer realen Frau sitzend auf einem Sofa und die Szenerie wechselt und zeigt die beiden Männer nun in einem Haus bei einer herkömmlichen Schachvariante sich duellieren.
Bei Hypothetical handelt es sich nicht um ein neues Lied, sondern lediglich um einer Neuinterpretation. Das Lied wurde bereits 2014 auf dem Emigrate-Album Silent So Long veröffentlicht. Dort wird es von Marilyn Manson interpretiert.

## Covergestaltung
Das Cover zeigt eine Weltraumaufnahme, auf der eine düstere, bewölkte Erde zu sehen ist. Oberhalb des Planeten nähert sich eine Supernova in Form des Gesichts Kruspes der Erde. Im Hintergrund ist die Milchstraße zu erkennen.

## Titelliste
1. Rage – 4:19
2. Always on My Mind (mit Till Lindemann) – 3:29
3. Freeze My Mind – 3:19
4. I'm Still Alive – 3:00
5. Come Over – 3:47
6. You Can’t Run Away – 4:09
7. Hypothetical – 3:51
8. Blood Stained Wedding – 4:56
9. I Will Let You Go – 3:27

## Rezeption
Sebastian Kessler von Metal Hammer schrieb, das „vierte Emigrate-Album ist weniger schwelgerisch und Indie-rockig als sein direkter Vorgänger“ und führt weiter aus, dass es „trotz düsterer, melancholischer Momente unerhört positiv und energetisch“ sei. Die Leistung von Gastinterpet Lindemann am Lied Always on My Mind wird gelobt und es wird ausgeführt, sein Gesang würde das Lied „veredeln und eine subversive Note verleihen“. Final urteilt Kessler „The Persistence of Memory ist ein schöner Gegenpol zur Rammstein-Brachialität – sowohl für Schöpfer Richard Z. Kruspe als auch alle Genre-offenen Rocker“ und vergibt 5,5 von 7 möglichen Punkten.
Jannik Kleemann von Metal.de urteilt in Anbetracht der Entstehungsgeschichte des Albums „dafür, dass Emigrate eigentlich nur drei, vier neue Songs veröffentlichen wollte, ist mit The Persistence of Memory eine erstaunlich runde Angelegenheit entstanden und obwohl wir Richard Z. Kruspe natürlich alles Gute wünschen und nicht, dass es ihm schlecht geht, hoffen wir, dass es auf diesem Niveau weiter geht.“
Das deutschsprachige Online-Magazin Laut.de kürte The Persistence of Memory zu einem der „schlimmsten Alben des Jahres 2021“.